# Þórðarbók
Þórðarbók es manuscrito islandés de principios del siglo XVII, una peculiar transcripción de Landnámabók obra de Þórður Jónsson. A diferencia de otras transcripciones, el autor afirma en su epílogo que escribir sobre los colonos y los asentamientos en Islandia es irrelevante, lo realmente importante para los islandeses es conocer la verdad sobre sus ancestros para refutar el argumento que eran descendientes de thralls (esclavos), mendigos o fugitivos. Katherine Holman opina que esta versión se basa en previas transcripciones, Melabók y Skarðsárbók.